# 騎士団長殺し
『騎士団長殺し』（きしだんちょうごろし、英語：Killing Commendatore）は、村上春樹の14作目の長編小説。新潮社から2017年2月24日に発行された。

## 概要
全2巻で第1部「顕れるイデア編」と第2部「遷ろうメタファー編」に分かれている。初版部数は2巻合わせて130万部で、一部の書店では午前0時から販売を開始した。2010年の『1Q84 BOOK3』から7年ぶりの長編作品になる。
表紙の装丁と帯には「Killing Commendatore」と「騎士団長殺し」の英訳が書かれている。

## あらすじ
妻との離婚話から自宅を離れ、友人の父親である日本画家のアトリエに借り暮らしすることになった肖像画家の「私」は、アトリエの屋根裏で『騎士団長殺し』というタイトルの日本画を発見する。アトリエ裏の雑木林に小さな祠と石積みの塚があり、塚を掘ると地中から石組みの石室が現れ、中には仏具と思われる鈴が納められていた。日本画と石室・鈴を解放したことでイデアが顕れ、さまざまな事象が連鎖する不思議な出来事へと巻き込まれてゆく。

## 登場人物
私
主人公。36歳。肖像画家。
人の顔の特徴を一目で捉えて脳裏に焼き付けて絵（デッサンやクロッキー）として表現でき、物の位置関係なども詳細に記憶できる。閉所恐怖症をもっている。
離婚話から家を出て、東北・北海道を一ヶ月半放浪した後、神奈川県小田原市郊外の山中にある雨田具彦のアトリエに落ち着き、小田原市内の絵画教室で指導する。
柚（ゆず）
主人公の妻で、ユズが愛称。主人公より三つ年下。建築事務所に勤務（二級建築士）。
六年間の主人公との結婚生活を経て、離婚手続きの少し前から別の男と付き合い妊娠中。
小径（こみち）
主人公の妹で、コミが愛称。故人。主人公より三つ年下。心臓に先天的疾患があり、12歳でこの世を去った。
雨田 政彦（あまだ まさひこ）
主人公の美大時代からの友人で、二歳年上。独身。広告代理店に勤務するグラフィックデザイナー。
主人公に父親のアトリエへの仮住まいと絵画教室での仕事を世話。
雨田 具彦（あまだ ともひこ）
政彦の父で高名な日本画家。92歳。認知症となり伊豆高原の養護施設（療養所）に入院中。『騎士団長殺し』というオペラ『ドン・ジョバンニ』をモチーフにした未発表の日本画を描く。
戦前は洋画家だったが、ウィーン留学中にナチス高官暗殺未遂事件に関与し日本へ送還され、戦後日本画家へと転身。
雨田 継彦（あまだ つぐひこ）
具彦の三つ年下の弟で、政彦の叔父。
ピアニストを目指す東京音楽学校の学生であったが、20歳の時に徴兵で中国へ配属され、いわゆる「南京虐殺」に無理矢理加担させられたことで復員後に自殺。
免色 渉（めんしき わたる）
54歳。独身。主人公が暮らすアトリエから谷を隔てた向かい側の山にある豪邸に三年ほど前から住んでおり、主人公に自身の肖像画制作を依頼。白髪で、身長は170センチより少しある。
以前IT関係の会社を経営していたが、インサイダー取引と脱税の容疑で検挙され東京拘置所の独房に435日間拘留された後、無罪釈放となった過去がある。現在は自宅でインターネットを介した株式と為替による利ザヤで収益を得ている。
主人公が暮らすアトリエ裏の石積みの塚を撤去し石室を掘り出す手助け（造園業者の手配と支払い）や雨田具彦・継彦の調査をした。
免色はまりえが自分の娘ではないかと思っていて、自宅の選定も秋川家が見える場所を選んでいた。
主人公にまりえの肖像画を描くよう依頼し、モデルにさせるようにはかる。
秋川 まりえ（あきかわ まりえ）
13歳、中学生。幼い頃に母親がスズメバチに刺され亡くなっている。無口。
主人公が教える絵画教室の生徒で、主人公が暮らすアトリエと尾根続きの山にある家に住んでいる。
秋川 笙子（あきかわ しょうこ）
まりえの叔母。独身。以前は東京で秘書の仕事をしていたが、現在はまりえと暮らしている。
秋川 良信（あきかわ よしのぶ）
まりえの父親。
小田原一帯の大地主だった実家を継承し、市内に複数の物件を所有する不動産事業家。
絵画教室の生徒の女
41歳（だったと主人公は記憶している）。人妻で二人の娘もいる。
主人公のガールフレンドになり、不倫関係に陥る。
主人公に免色渉に関する噂話を伝える。
イデア
『騎士団長殺し』に描かれた騎士団長の姿を形体化して顕れる。身長は60センチほど。
単数の人間に対し「諸君」と呼び、「あたし」「～ではあらない」など特徴的なしゃべり方をする。
メタファー
『騎士団長殺し』に描かれ主人公が「顔なが」と呼ぶ姿で顕れる。身長は70センチから80センチほど。
失踪したまりえを探す主人公を「メタファー通路」という異空間へと誘う。
白いスバル・フォレスターの男
主人公が東方を放浪中、宮城県の海岸沿いの小さな町のファミリーレストランで遭遇した白いスバル・フォレスターに乗っていた中年男性。
肖像画を描くことをやめた主人公が自発的に彼の肖像画を描く。
実在するのか不明な存在で、主人公は「二重メタファー（心の中にいて正しい思いをつかまえて貪り食べてしまうもの）」だと感じる。

## 絵画としての『騎士団長殺し』
物語の中心となるのが雨田具彦が描いた『騎士団長殺し』という日本画である。
大きさは縦横が1メートルと1メートル半ほどで、横に長い長方形。
飛鳥時代の恰好をした男女が描かれている。細い真っ黒な口髭をはやし淡いよもぎ色の衣服を着た若い男が古代の剣を、白い装束で豊かな白い鬚をはやし珠を連ねた首飾りをつけている年老いた男（騎士団長）の胸に突き立てており、胸から血が勢いよく噴き出し、白い装束を赤く染めている。その様子を真っ白な着物を着て、髪をあげ大きな髪飾りをつけた若い女性と、簡単な草履を履き、腰に短い脇差のようなものを差し、左手に帳面のようなものを持つ小柄でずんぐりした召使いのように見える若い男が傍観している。さらに画面の左下に地面についた蓋を押し開け首をのぞかせる、曲がった茄子のような細長い顔で、顔中が黒い鬚だらけで髪がもつれた男（顔なが）が、構図を崩すようなかたちで描き込まれている。
主人公は年老いた男が『ドン・ジョバンニ』における「騎士団長（コメンダートレ）」、刺殺する若い男が「ドン・ジョバンニ（ドン・ファン）」、若い女は騎士団長の娘「ドンナ・アンナ」、召使いはドン・ジョバンニに仕える「レポレロ」に相当すると推察した。

## 時代設定と時間軸
最終章で、妻と復縁し生まれた娘（「室(むろ)」と命名）と生活を共にするようになってから数年後に東日本大震災と福島第一原子力発電所事故が起ったとあることから、2011年（平成23年）より数年前の2000年代半ばが舞台と思われる。
主人公はその年の3月半ばに妻から離婚を申し出られ、5月まで愛車のプジョーで東北と北海道を放浪し、その月から翌年初めまでの約九ヶ月を小田原で過ごしている。

## 登場する文化・風俗

### 音楽
- 『トゥーランドット』 - 主人公が暮らすアトリエにあった雨田具彦のレコード。
- 『ラ・ボエーム』 - 主人公が暮らすアトリエにあった雨田具彦のレコード。
- 『薔薇の騎士』 - 主人公が暮らすアトリエにあった雨田具彦のレコード。ゲオルグ・ショルティ指揮盤。
- 『弦楽四重奏曲第15番』 - 主人公が暮らすアトリエにあった雨田具彦のレコード。ウィーン・コンツェルトハウス弦楽四重奏団演奏盤。
- シェリル・クロウの『チューズデイ・ナイト・ミュージック・クラブ』 - 主人公が車で都内をあてもなく走ったときにかけたCD[3]。
- MJQの『ピラミッド』 - 主人公が関越道走行中に聴くCD[4]。
- 「タイム・イズ・オン・マイ・サイド」 - 主人公はエージェントに「長い目で見れば、たぶん時間はあなたの側についてくれます」と言われ、「ローリング・ストーンズの古い歌のタイトルみたいだ」と思う[5]。
- クロード・ドビュッシー - ドビュッシーが書いたとされる「私は日々ただ無（リアン）を制作し続けていた」という言葉が引用される[6]。この言葉は短編「ハンティング・ナイフ」にも登場する[7]。
- セロニアス・モンクの『モンクス・ミュージック』 - 主人公は言う。「私のいちばん好きなモンクのアルバムだ。コールマン・ホーキンズとジョン・コルトレーンが参加して、素敵なソロを聴かせる」[8]
- ビートルズの「フール・オン・ザ・ヒル」 - 東北のファミリー・レストランで弦楽器演奏のバージョンがかかる。主人公はこの曲を実際に作曲したのがジョン・レノンだったかポール・マッカートニーだったか思い出せないと言い、「たぶんレノンだろう」と当たりをつける[9]。
- 『エルナーニ』 - 免色渉がシチリアのカターニアで聴いた。
- ボブ・ディランの『ナッシュヴィル・スカイライン』 - 主人公と妻が共有したレコード[10]。
- ドアーズの『ハートに火をつけて』 - 同上[10]。
- ブルース・スプリングスティーンの『ザ・リバー』 - 主人公が小田原のレコード店で購入したレコード[10]。「そのアルバムにおけるEストリート・バンドの演奏はほとんど完璧だった」と主人公は述べる[11]。
- ロバータ・フラックとダニー・ハサウェイの『ロバータ・フラック&ダニー・ハサウェイ』 - 主人公が小田原のレコード店で購入したレコード[10]。
- ABCの「ルック・オブ・ラブ (ABCの曲)（英語版）」 - 雨田政彦の車のカセットテープに入っている曲[12]。
- バーティ・ヒギンズの「キー・ラーゴ (バーティ・ヒギンズの曲)（英語版）」 - 同上[13]。
- デボラ・ハリーの「フレンチ・キッスイン・イン・ザ・USA（英語版）」 - 同上[14]。

### 文学・作家・書籍
- 『雨月物語』 - 主人公が暮らすアトリエ裏で見つかった石室と鈴について、免色渉が引用する。
- 『春雨物語』 - 主人公が暮らすアトリエ裏で見つかった石室と鈴について、収録する「二世の縁」を免色渉が引用する。
- 『阿部一族』 - 主人公が東北のファミリーレストランに入った際に読んでいた[15]。
- サムエル・ヴィレンベルク著『トレブリンカの反乱』 - ホロコーストの生還者サムエル・ヴィレンベルクが1986年にイスラエルで出版し、1992年に英訳された『Revolt in Treblinka』の一節が本書の32章にまるまるあてられている（日本語訳は村上春樹自身）[16][注 2][注 3]。
- 『不思議の国のアリス』 - 主人公の妹コミが熱狂的なファンだった。
- マルセル・プルースト - 主人公と免色渉の会話の中にでてくる。
- フランツ・カフカ - 騎士団長は言う。「フランツ・カフカは坂道を愛していた。あらゆる坂に心を惹かれた」[18]
- イマヌエル・カント - 主人公が秋川まりえとの会話の糸口に引用[19]。
- ジョージ・オーウェル『1984』 - オーウェルが『1984年』をスコットランドのジュラ島で書いた逸話が紹介される[20]。
- 『白鯨』 - ガールフレンドは主人公に「エイハブ船長は鰯を追いかけるべきだったのかもしれない」と言い、主人公はまったく同じ台詞を雨田政彦に向かって言う[21]。
- フョードル・ドストエフスキーの『悪霊』 - 主人公と雨田政彦の会話の中に登場する[22]。
- T・S・エリオット - 免色は主人公に向かってエリオットの「The Hollow Men」の一節を引用する[23]。エリオットのこの詩は長編『海辺のカフカ』でも引き合いに出される[24]。
- 『ナショナルジオグラフィック誌』 - 免色渉の家の地下にあるジムに山のように積まれていた[25]。

### 映画
- 『シャイニング』 - 雨田政彦はジャック・ニコルソンの顔真似をする。
- エドワード・G・ロビンソン - 主人公が騎士団長に形体化したイデアの表情を彼のギャング映画のシーンに重ねる。
- 『おしゃれ泥棒』 - 絵画教室の生徒の女が子供の頃に観た。但し文中ではタイトルには触れておらず、「オードリー・ヘップバーンとピーター・オトゥールの映画」とだけ紹介されている[26]。
- 『波止場』 - 主人公は騎士団長に形体化したイデアのしぐさにマーロン・ブランドの姿を重ねる[27]。
- 『バットマン』 - 主人公と雨田政彦の会話の中でトゥーフェイスがでてくる。
- 『殺しの分け前/ポイント・ブランク』 - 主人公は騎士団長の眉の上げ方は映画のリー・マーヴィンの眉の上げ方によく似ていると評した[28]。
- 『白い恐怖』 - 「記憶喪失はヒッチコックだってつかっている」という主人公の言葉を受けて雨田政彦は「『白い恐怖』か」と答える[29]。この映画は長編『スプートニクの恋人』にも登場する[30]。
- 『レイダース』 - 秋川まりえが免色渉の家で隠れた際の動作に引用。

### 自動車
- カローラ・ワゴン - 主人公が小田原で購入した中古車。色はセールスマンがいうにはパウダーブルー。
- プジョー205 - 主人公が以前乗っていたマニュアル仕様で、東北・北海道を放浪中にいわき市手前の国道6号で寿命が尽きた。走行距離は12万キロ弱。
- ミニ・クーパー - 絵画教室の生徒の女が乗る。色は赤。
- ジャガー・クーペ - 免色渉が日常乗る。色はシルバー。
- インフィニティ - 主人公を免色渉が自宅へ招く際に手配した送迎車。色は黒。
- ボルボ - 雨田政彦が乗る。色は黒。
- トヨタ・プリウス - 秋川笙子が乗る。色はブルー。
- ジャガーXJ6 - 秋川笙子が子供の頃に父親が乗っていた。

### その他
- タンノイのスピーカーとマランツの真空管アンプ - 主人公が暮らすアトリエにあった雨田具彦のステレオ装置。
- スターバックス・コーヒー - 主人公が肖像画を依頼するような人物（社長や議員）が飲んでいそうだと想像し、実際に免色渉が飲んでいた。
- ヨネックス - 白いスバル・フォレスターの男がかぶっていたゴルフキャップのブランド。
- ミッキーマウス、ポカホンタス - 騎士団長に形体化したイデアが、これらの恰好で顕れたらウォルト・ディズニー社から高額訴訟されると笑う。
- スタインウェイ・アンド・サンズ - 免色渉の家にあるピアノ。
- バラライカ - 主人公が免色渉の家で飲んだカクテル。
- シングル・モルト - 主人公の家で免色渉と一緒に飲んだウイスキー[31]
- コンバースのスニーカー - ある日の秋川まりえの服装の一部。
- コノリーレザー - 秋川笙子の父親が乗っていたジャガーXJ6の内装を手掛けていた。
- クリーブランド・インディアンスの野球帽 - ある日の秋川まりえの服装の一部。
- シーバスリーガル - 主人公に雨田政彦が差し入れる。

## 翻訳
| 翻訳言語        | タイトル                       | 翻訳者                                                                                        | 発行日                        | 発行元         |
| --------------- | ------------------------------ | --------------------------------------------------------------------------------------------- | ----------------------------- | -------------- |
| 英語            | Killing Commendatore           | フィリップ・ガブリエル テッド・グーセン                                                       | 2018年10月9日                 | Knopf          |
| フランス語      | Le Meurtre du Commandeur       | Hélène Morita                                                                                 | 2018年10月11日                | Belfond        |
| ドイツ語        | Die Ermordung des Commendatore | Ursula Gräfe                                                                                  | 2018年                        | DuMont         |
| イタリア語      | L'assassinio del commendatore  | Antonietta Pastore                                                                            | 2018年 2019年                 | Einaudi        |
| フィンランド語  | Komtuurin surma                | Juha Mylläri                                                                                  | 2018年                        | Tammi          |
| ポーランド語    | Śmierć Komandora               | Anna Zielińska-Elliott                                                                        | 2018年10月17日 2018年11月28日 | Muza           |
| ハンガリー語    | A kormányzó halála I-II.       | I. Ikematsu-Papp Gabriella（池松パプ・ガブリエラ） II. Mayer Ingrid（マイエル・イングリッド） | I.2019年12月 II.2020年1月     | ゲオペン社     |
| ロシア語        | Убийство командора             | Андрей Замилов                                                                                | 2019年                        | Эксмо          |
| 中国語 (繁体字) | 刺殺騎士團長                   | 頼明珠                                                                                        | 2017年12月12日                | 時報出版       |
| 中国語 (簡体字) | 刺杀骑士团长                   | 林少華                                                                                        | 2018年3月9日                  | 上海译文出版社 |
| 韓国語          | 기사단장 죽이기                | ホン・ウンジュ                                                                                | 2017年7月12日                 | 문학동네       |
| アラビア語      | مقتل الكومنداتور               | (ميسرة عفيفي) マイサラ・アフィーフィー                                                        | 2020年1月16日                 | دار الآداب     |

## 書評
- 読売新聞が催した紙面論壇で、早稲田大学教授の松永美穂は「冥界をさまよい、主人公は再生してゆく」と「メタファー通路」での主人公の体験の意味を探り、作家の上田岳弘は「記憶と社会、個人の関わりを描くことは作家の課題」と歴史認識を書くことの意義を評価、同紙編集委員で文芸評論家の尾崎真理子は「手作業による芸術の価値が薄れる時代に、芸術の力を思い出させる」と文中に登場する音楽や車の役割に触れ、「村上自身の人生肯定に感じる」とした[32]。
- 国際政治学の研究者で東京大学講師の三浦瑠麗は「都会的だった村上小説が東北や小田原といった土地柄を感じさせるようなった」「村上自身が共感しないマイホーム的家族観やナショナリズムを否定しているが、それは先進国の個人主義によるもので、それを”輪廻転生”のようなもので物語を紡ごうとしている」と推察。経済学者で東大教授の柳川範之は「深い穴など過去の作品にも登場したモチーフが登場するが、そこから導かれるものは同じではない。違う見方が可能で、見方によって世界は違って見えることを示したかったのではないか」「読み手の価値観や見方を反映して違ったものが見えるよう仕組まれている」と村上の意図や手法を分析している[33]。
- 読売新聞の文芸月評（文化部・待田晋哉）ではメタファー通路に関し、村上が「人間の魂には地下二階の場所がある」と話すことに触れ、「自分でも操れない心の深い場所に誘われ、自己の健全な発展を阻害するものを見つけ、真の自分と出会う」と解釈[34]。

## インタビュー
「読売新聞」2017年4月2日に村上のインタビューが掲載された。以下は村上の回答である。
- 「『グレート・ギャツビー』へのオマージュを込めた」
- 「『雨月物語』が出てくるのは、父の葬儀で世話になった住職の京都の寺に、秋成の墓があると聞いて訪ねた縁から。物語の容れ物としての力を保つのが古典で、引用しない手はない」
- 「人が人を信じる力。これは以前の結末には出てこなかった。僕の小説に家族の営みが登場したのも初めて。第3部があるか、まだ自分にもわからない」
- 「今の日本人のサイキ（精神性）を描くには、災害がもたらした大きな傷を、そこに重ねていくことになるだろうな、と思った。ジレンマを抱えながらも、主人公は新しい家庭を作るだろう」
- 「歴史とは国にとっての集団的記憶であり、戦後生まれだから僕に責任がないとは思わない。物語の形で問い続ける」
- 「国家や経済のシステムはもっと洗練されると考えたが、そうはならなかった。それでも、善き物語には人にある種の力を与えると信じている」
- 「物語を読んだ人の中でそれぞれ一段階を経て返ってくるものは、実に多様だ。僕はその多様な力を大切にしたい」